# تادئوش کندرات
تادئوش کندرات (لهستانی: Tadeusz Kondrat؛ ‏ ۸ آوریل ۱۹۰۸ – ۱۹ ژوئن ۱۹۹۴) بازیگر اهل لهستان بود.
از فیلم‌ها یا برنامه‌های تلویزیونی که وی در آن نقش داشته‌است، می‌توان به عروسک و آسایشگاه ساعت‌شنی اشاره کرد.
وی همچنین برندهٔ جوایزی همچون نشان دهمین سالگرد خلق لهستان شده‌است.